# ارود (هند)
ارود (به انگلیسی: Erode) یک شهر در هند است که در Erode district واقع شده‌است. ارود ۱۰۹٫۵۲ کیلومتر مربع مساحت و ۴۹۸٬۱۲۹ نفر جمعیت دارد و ۱۸۳ متر بالاتر از سطح دریا واقع شده‌است.